# T-2号鱼雷艇
T-2号（德語：T 2）是纳粹德国战争海军于1930年代建造的十二艘1935级鱼雷艇的二号艇。它于1939年底竣工，但直到1940年中期才具备作战能力，继而花了数月之久负责护送布雷舰布设雷区。该艇在受损后返回德国，并于1941年6月“巴巴罗萨行动”开始后为德军在波罗的海的行动提供支援。T-2号于年底移驻德占法国，护送一艘破交舰穿越英吉利海峡。随后，它于1942年初成为在“海峡冲刺”行动中主力舰经英吉利海峡驶往德国的护航舰艇之一。回国后，该艇被置入预备役，直到1943年才重返法国，在当地协助护送突围舰穿越比斯开湾。1943年中期，T-2号再度被转移至波罗的海，曾短暂担任潜艇区舰队的旗舰，之后被发配到鱼雷学校。它于1944年7月在盟军对不来梅的空袭中沉没，但数月后获重新打捞上岸。该艇从未得到修复，最终于1946年拆解报废。

## 设计及装备
1935级是纳粹德国战争海军为满足《伦敦海军条约》600長噸（610公噸）排水量要求而对高速、远洋鱼雷艇作出的一次不成功的设计尝试，因为此类小型舰艇不计入国家总吨位限制。T-2号全长84.3米，水线长82.2米；1941年重建艇艏以提高耐波性后，全长则增至87.1米。它有8.62米的舷宽以及平均2.83米的吃水深度，标准排水量实际为859長噸（873公噸）、满载排水量则可达1,108長噸（1,126公噸），超出了设计限制。该艇搭载有两组瓦格纳齿轮传动蒸汽轮机，各负责驱动一副三叶螺旋桨，设计功率为31,000匹軸馬力（23,000千瓦特）。过热蒸汽由四台高压水管锅炉供应，可推动艇只以35節（65每小時）的速度航行。T-2号最多可贮存200吨燃料油，能够以19節（35每小時）的速度的巡航1,200海里（2,200）。艇只的标准船员编制为6名军官和113名水兵。
竣工时，1935级鱼雷艇在艇艉装备有一门105毫米32式速射炮作为主炮。防空系统则包括以背负形式架设在105毫米炮上方的一门37毫米30式高射炮，以及安装在舰桥翼台的两门20毫米30式高射炮。它们还在两座水面三联装挂架上安装有六具500毫米鱼雷发射管，并可携带多达30枚水雷（天气良好时可携带60枚）。许多同级艇在竣工前便已将37毫米炮换装为额外的20毫米炮、深水炸弹和扫雷切割器。虽然T-2号的具体改装范围未知，但照片证据标明，它在1944年中期沉没前曾安装了一座四联装的20毫米炮，以取代原有的单门37毫米炮，并在艇艏额外安装了一门20毫米炮。至于该艇是否安装过雷达，则已不可考。

## 服役历史
T-2号的建造合同于1935年11月16日发包予希肖公司，自1936年11月14日起在其设于埃尔宾的造船厂铺设龙骨，建造序列为1381。它于1938年4月7日下水，1939年12月2日入役。但由于机械问题，该艇的调试工作一直持续到1940年6月，继而开始在德国海域执行护航任务。T-2号此时被编入第5鱼雷艇区舰队，与其姊妹艇T-7和T-8号，以及鱼雷艇神鹫号、隼号和美洲豹号一同，于8月7日至8日以及14日至15日护送布雷舰在北海西南部布设雷区。之后，它与神鹫号以及姊妹艇T-1和T-3号一起换编至第1鱼雷艇区舰队，于9月6日至7日在英吉利海峡执行了一次布雷任务。五天后，该艇与T-1、T-3号和友艇海雕号奉命转往德占法国。它们在途中遭到一架英国布伦亨式轻型轰炸机的袭击，其中一枚炸弹落在距T-2号一侧约10米处。炸弹碎片严重损坏了该艇，并造成6人受伤。T-2号遂立即在荷兰的弗利辛恩停靠接受紧急维修，然后折返威廉港，至9月25日抵达。
在埃尔宾希肖船厂进行的永久性修复持续到1941年5月完成，T-2号则一直调试到7月，然后开始在斯卡格拉克海峡为来往船队提供护航。9月中旬，它与姊妹艇T-5、T-8和T-11号共同支援了“贝奥武夫行动”。T-2、T-5、T-7、T-8和T-11号继而担任“波罗的海舰队”的护航艇，这是一个围绕提尔皮茨号战列舰组建的临时编队，它们于9月23日至29日出击进入奥兰海，以阻止苏联的红旗波罗的海舰队从芬兰湾突围。之后，T-2号成为一支诱饵部队的一份子，用作分散守军的注意力。它于11月接受了短暂的改装。12月2日，该艇及其姊妹艇T-12号在希利希泊地与破交舰索尔号会合；T-4、T-7和T-14号则于次日加入它们的行列，然后开始共同护送索尔号穿越英吉利海峡。由于大雾延误，这些舰艇直到15日才到达法国的布雷斯特，而索尔号则继续向大西洋进发。
1942年2月12日上午，第2和第3鱼雷艇区舰队（分别为T-2、T-4、T-5、T-11、T-12、T-13、T-15、T-16和T-17号）与战列舰格奈森瑙号、沙恩霍斯特号以及重巡洋舰欧根亲王号会合，护送它们穿越英吉利海峡前往德国。行动期间，T-2号的炮手声称击落了一架英国飞机。该艇在抵达德国后被置入预备役，直到1943年3月才奉命重返法国。尽管有T-2、T-5、T-22、T-23号和神鹫号的护航，意大利突围舰喜马拉雅号从比斯开湾突围的尝试还是失败了，途中它被英国飞机发现，并于4月9日至11日在猛烈的空袭中被迫返回。5月5日至8日，第2鱼雷艇区舰队的T-2、T-5、T-18和T-22号在英吉利海峡布设了三处雷区。T-2号随后被转移至波罗的海，并于7月10日至9月担任第25潜艇区舰队的旗舰。次月，它又被分配至鱼雷学校。1944年4月，包括T-2号在内的四艘艇龄最大的鱼雷艇由于缺乏雷达和强化防空武器而充当训练任务。这种安排并没有持续多久，因为德国在东线的局势恶化，它们仅数月后便开始在波罗的海各处执行护航任务。7月29日，正驻泊在不来梅的T-2号于盟军空袭期间遭美国轰炸机击沉。它于9月4日获打捞上岸，12月9日被拖至斯维讷明德，至1945年1月31日被进一步拖抵埃尔宾计划进行维修。但由于苏军的的推进，该艇于次月又被拖回西部，未经修复。其废艇体据报于5月抵达布伦斯比特尔，至1946年在库克斯港拆解报废。